# Биомониторинг
Биомониторинг е комплексна система за продължително наблюдение, оценка на състоянието и прогноза за изменението на даден природен обект.
Осъществява се чрез изследването на групи организми, отделни организми или части от тях, наречени биомонитори. Те отразяват състоянието на въздуха, водите, почвите, биосферата и като цяло, антропогенното въздействие върху околната среда.
Според начина на провеждане биомониторинга се разделя на:
- пасивен биомониторинг – изследват се организми в естествената им среда;
- активен биомониторинг – изкуствено се пренасят организми от контролна (фонова) среда в тестирана площ. Контролата трябва да бъде относително антропогенно неповлияна.

Биомониторингът се използва в трудовата медицина, като мащабни организации като корпорации го провеждат за служителите си.